# Zápas na Letních olympijských hrách 2016 – ženy, volný styl do 58 kg
Zápasy v ve volném stylu na Letních olympijských hrách v Riu v kategorii velterových vah žen proběhly v hale Carioca Arena 2 v přilehlé části Ria de Janeira v Barra da Tijuca 17. srpna 2016.

## Finále
| finále             |             |
| ------------------ | ----------- |
| Kaori Ičová        | Kaori Ičová |
| Valerija Koblovová | Kaori Ičová |

## Opravy / O bronz
Do oprav se dostaly volnostylařky, které během turnaje v pavouku prohrály svůj zápas s jednou ze dvou finalistek.
| opravy              | opravy                  | o bronz              |                 |
| ------------------- | ----------------------- | -------------------- | --------------- |
| volný los           | Marwa Amriová           | Marwa Amriová        | Marwa Amriová   |
| volný los           | Marwa Amriová           | Marwa Amriová        | Marwa Amriová   |
|                     | Elif Jale Yeşilırmaková | Marwa Amriová        | Marwa Amriová   |
|                     |                         | Julija Ratkevičová   | Marwa Amriová   |
| Pürevdordžín Orchon | Pürevdordžín Orchon     | Sakshi Maliková      | Sakshi Maliková |
| Luisa Niemeschová   | Pürevdordžín Orchon     | Sakshi Maliková      | Sakshi Maliková |
|                     | Sakshi Maliková         | Sakshi Maliková      | Sakshi Maliková |
|                     |                         | Aisuluu Tynybekovová | Sakshi Maliková |

## Pavouk
|   | 1/32                  | 1/16                    | čtvrtfinále             | semifinále           | finále             |
| - | --------------------- | ----------------------- | ----------------------- | -------------------- | ------------------ |
| A | volný los             | Kaori Ičová             | Kaori Ičová             | Kaori Ičová          | Kaori Ičová        |
| A | volný los             | Kaori Ičová             | Kaori Ičová             | Kaori Ičová          | Kaori Ičová        |
| A | volný los             | Marwa Amriová           | Kaori Ičová             | Kaori Ičová          | Kaori Ičová        |
| A | volný los             | Marwa Amriová           | Kaori Ičová             | Kaori Ičová          | Kaori Ičová        |
| A | volný los             | Michelle Fazzariová     | Elif Jale Yeşilırmaková | Kaori Ičová          | Kaori Ičová        |
| A | volný los             | Michelle Fazzariová     | Elif Jale Yeşilırmaková | Kaori Ičová          | Kaori Ičová        |
| A | volný los             | Elif Jale Yeşilırmaková | Elif Jale Yeşilırmaková | Kaori Ičová          | Kaori Ičová        |
| A | volný los             | Elif Jale Yeşilırmaková | Elif Jale Yeşilırmaková | Kaori Ičová          | Kaori Ičová        |
| B | volný los             | Jackeline Renteríaová   | Jackeline Renteríaová   | Julija Ratkevičová   | Kaori Ičová        |
| B | volný los             | Jackeline Renteríaová   | Jackeline Renteríaová   | Julija Ratkevičová   | Kaori Ičová        |
| B | volný los             | Yanet Soverová          | Jackeline Renteríaová   | Julija Ratkevičová   | Kaori Ičová        |
| B | volný los             | Yanet Soverová          | Jackeline Renteríaová   | Julija Ratkevičová   | Kaori Ičová        |
| B | volný los             | Oksana Herhelová        | Julija Ratkevičová      | Julija Ratkevičová   | Kaori Ičová        |
| B | volný los             | Oksana Herhelová        | Julija Ratkevičová      | Julija Ratkevičová   | Kaori Ičová        |
| B | volný los             | Julija Ratkevičová      | Julija Ratkevičová      | Julija Ratkevičová   | Kaori Ičová        |
| B | volný los             | Julija Ratkevičová      | Julija Ratkevičová      | Julija Ratkevičová   | Kaori Ičová        |
| C | volný los             | Petra Olliová           | Petra Olliová           | Aisuluu Tynybekovová | Valerija Koblovová |
| C | volný los             | Petra Olliová           | Petra Olliová           | Aisuluu Tynybekovová | Valerija Koblovová |
| C | volný los             | Aminat Adeniyiová       | Petra Olliová           | Aisuluu Tynybekovová | Valerija Koblovová |
| C | volný los             | Aminat Adeniyiová       | Petra Olliová           | Aisuluu Tynybekovová | Valerija Koblovová |
| C | volný los             | Joice Silvaová          | Aisuluu Tynybekovová    | Aisuluu Tynybekovová | Valerija Koblovová |
| C | volný los             | Joice Silvaová          | Aisuluu Tynybekovová    | Aisuluu Tynybekovová | Valerija Koblovová |
| C | volný los             | Aisuluu Tynybekovová    | Aisuluu Tynybekovová    | Aisuluu Tynybekovová | Valerija Koblovová |
| C | volný los             | Aisuluu Tynybekovová    | Aisuluu Tynybekovová    | Aisuluu Tynybekovová | Valerija Koblovová |
| D | Lissette Antesová     | Mariana Cherdivaraová   | Sakshi Maliková         | Valerija Koblovová   | Valerija Koblovová |
| D | Mariana Cherdivaraová | Mariana Cherdivaraová   | Sakshi Maliková         | Valerija Koblovová   | Valerija Koblovová |
| D | Sakshi Maliková       | Sakshi Maliková         | Sakshi Maliková         | Valerija Koblovová   | Valerija Koblovová |
| D | Johanna Mattssonová   | Sakshi Maliková         | Sakshi Maliková         | Valerija Koblovová   | Valerija Koblovová |
| D | Mimi Christovová      | Pürevdordžín Orchon     | Valerija Koblovová      | Valerija Koblovová   | Valerija Koblovová |
| D | Pürevdordžín Orchon   | Pürevdordžín Orchon     | Valerija Koblovová      | Valerija Koblovová   | Valerija Koblovová |
| D | Valerija Koblovová    | Valerija Koblovová      | Valerija Koblovová      | Valerija Koblovová   | Valerija Koblovová |
| D | Luisa Niemeschová     | Valerija Koblovová      | Valerija Koblovová      | Valerija Koblovová   | Valerija Koblovová |